# Baltimore Flyers
Il Baltimore Flyers è stato un club calcistico statunitense di Baltimora.

## Storia
Il club, fondato come Baltimore St. Gerard's, si aggiudicò il suo campionato d'esordio, l'American Soccer League 1966-1967, dopo aver vinto la South Division e aver sconfitto nella finale intra-divisionale il Newark Ukrainian Sitch.
L'anno dopo il sodalizio cambiò il nome in Baltimore Flyers, mentre in campionato giunse al quinto posto della First Division, non accedendo così alla finale del torneo.
Al termine della stagione il club chiuse i battenti.

## Allenatori
- 1966-1967:  ...
- 1967-1968:  Terry Adlington

## Palmarès
- American Soccer League: 1

1967